# Скоково (Бабушкинский район)
Скоково — деревня в Бабушкинском районе Вологодской области.
Входит в состав Подболотное сельское поселение, с точки зрения административно-территориального деления — в Подболотный сельсовет.
Расстояние по автодороге до районного центра села имени Бабушкина составляет 110 км, до центра муниципального образования Кокшарки — 1 км. Ближайшие населённые пункты — Заборье, Дудкино, Ляменьга, Кокшарка, Бучиха, Коршуниха, Суздалиха.
Население по данным переписи 2002 года — 149 человек (76 мужчин, 73 женщины). Всё население — русские.